# Ami Šehić
Ami Šehić (29. studenoga 2001.), hrvatski reprezentativni kajakaš i kanuist. Natjecao se na Svjetskom prvenstvu za juniore i mlađe seniore u slalom na divljim vodama 2017. u Bratislavi u kategoriji kajak junior.